# Borlänge
Borlänge – miasto w środkowej Szwecji, w regionie Dalarna nad rzeką Dalälven, w przemysłowym regionie Bergslagen. Główny ośrodek gminy Borlänge. Około 41 700 mieszkańców.
Z miasta tego pochodzą: Thobias Fredriksson, dwukrotny medalista igrzysk olimpijskich i mistrzostw świata, członkowie zespołu Mando Diao, hokeista Mattias Ekholm, piosenkarka Miss Li.
W mieście znajduje się stacja kolejowa Borlänge centralstation.
W mieście rozwinął się przemysł papierniczy, spożywczy oraz hutniczy.